# Продлённая гарантия
Продлённая гарантия (англ. extended warranty) — вид страхования товаров, который включает в себя ремонт после окончания действия заводской гарантии. Распространён в США, Канаде, а также в Великобритании.

## Продлённая гарантия на автомобиль (пример)
В случае выхода из строя любого компонента транспортного средства, страховая компания обеспечивает бесплатный ремонт автомобиля и оплачивает замену деталей. Страховой план подбирается в зависимости от срока эксплуатации, заводских гарантий и пробега автомобиля. При этом автовладелец волен выбирать срок гарантии на своё усмотрение.
Услуга предоставления продленной гарантии в странах Западной Европы и США практикуется уже более 25 лет и за это время прочно вошла в быт многих западных автомобилистов.

### Критерии определения стоимости продленной гарантии
Основными  критериями, определяющими стоимость продленной гарантии, являются:
- марка/модель автомобиля;
- год выпуска автомобиля.

Марка автомобиля влияет на стоимость ремонта и замены запчастей. Самыми дорогими в ремонте по данным исследования российской компании Vector Market Research являются: Honda и  Mitsubishi.